# Myiotriccus ornatus
Caça-moscas-adornado ou papa-moscas-ornamentado (Myiotriccus ornatus) é uma espécie de ave da família Tyrannidae.
Pode ser encontrada nos seguintes países: Colômbia, Equador e Peru.
Os seus habitats naturais são: regiões subtropicais ou tropicais húmidas de alta altitude.